# Zeppelin Rammer
El Zeppelin Rammer (Rammjäger, en alemán) fue un proyecto de la Luftschiffbau Zeppelin para un arma secreta alemana, diseñada para utilizar la técnica del tarán contra los escuadrones de bombarderos Aliados que tenían el dominio aéreo sobre la Alemania nazi en los últimos años de la Segunda Guerra Mundial.

## Descripción
Era un avión miniatura relativamente convencional, con alas rectas de cuerda constante, que sería remolcado o transportado por un avión nodriza, para luego ser soltado al avistar un escuadrón de bombarderos. Encendiendo su motor cohete Schmidding 533 de combustible sólido, iniciaría su ataque con una pasada en la que lanzaría sus 14 cohetes R4M de 55 mm desde el lanzador montado en el morro, para luego lanzarse directamente contra las alas y colas de los bombarderos. Se esperaba que el pequeño avión sobreviva a la embestida contra el bombardero gracias a sus alas blindadas, para después alejarse planeando y aterrizar sobre un patín retráctil.
Debido a los altos riesgos inherentes a su operación para el piloto, este avión es a veces mencionado como un arma suicida, sin embargo no fue originalmente ideado como tal. Sus alas, las principales armas de su ataque de embestida, iban a ser muy reforzadas con bordes de ataque de acero y tubos metálicos, esperándose que el piloto sobreviva al ataque para aterrizar sobre cualquier campo abierto y que el avión sea reutilizado más tarde. En febrero de 1945 se ordenaron 16 prototipos, pero la fábrica Zeppelin fue destruida por los bombarderos y se canceló el proyecto.